# Girabolhos
Girabolhos ist eine Ortschaft und Gemeinde in Portugal.

## Geschichte
Zur Zeit der maurischen Herrschaft bestand hier vermutlich eine kleine Siedlung. In den königlichen Registern von 1527 wurde hier noch keine Ortschaft geführt. Die frühesten Erwähnungen der heutigen Ortschaft stammen aus dem 17. Jahrhundert. So stammt die heute denkmalgeschützte Kapelle Capela da Senhora da Cabeça aus dem Jahr 1640.
Die Gemeinde Girabolhos gehörte zum Kreis Tourais, um seit dessen Auflösung Mitte des 19. Jahrhunderts eine Gemeinde im Kreis Seia zu sein.

## Verwaltung
Girabolhos ist eine Gemeinde (Freguesia) im Kreis (Concelho) von Seia, im Distrikt Guarda. Sie hat eine Fläche von 17,7 km² und 241 Einwohner (Stand 19. April 2021).
Zwei Orte liegen in der Gemeinde:
- Girabolhos
- Ortigueira